# Triplophysa gracilis
Triplophysa gracilis är en fiskart som först beskrevs av Day, 1877.  Triplophysa gracilis ingår i släktet Triplophysa och familjen grönlingsfiskar. Inga underarter finns listade i Catalogue of Life.